# 군사적 위장

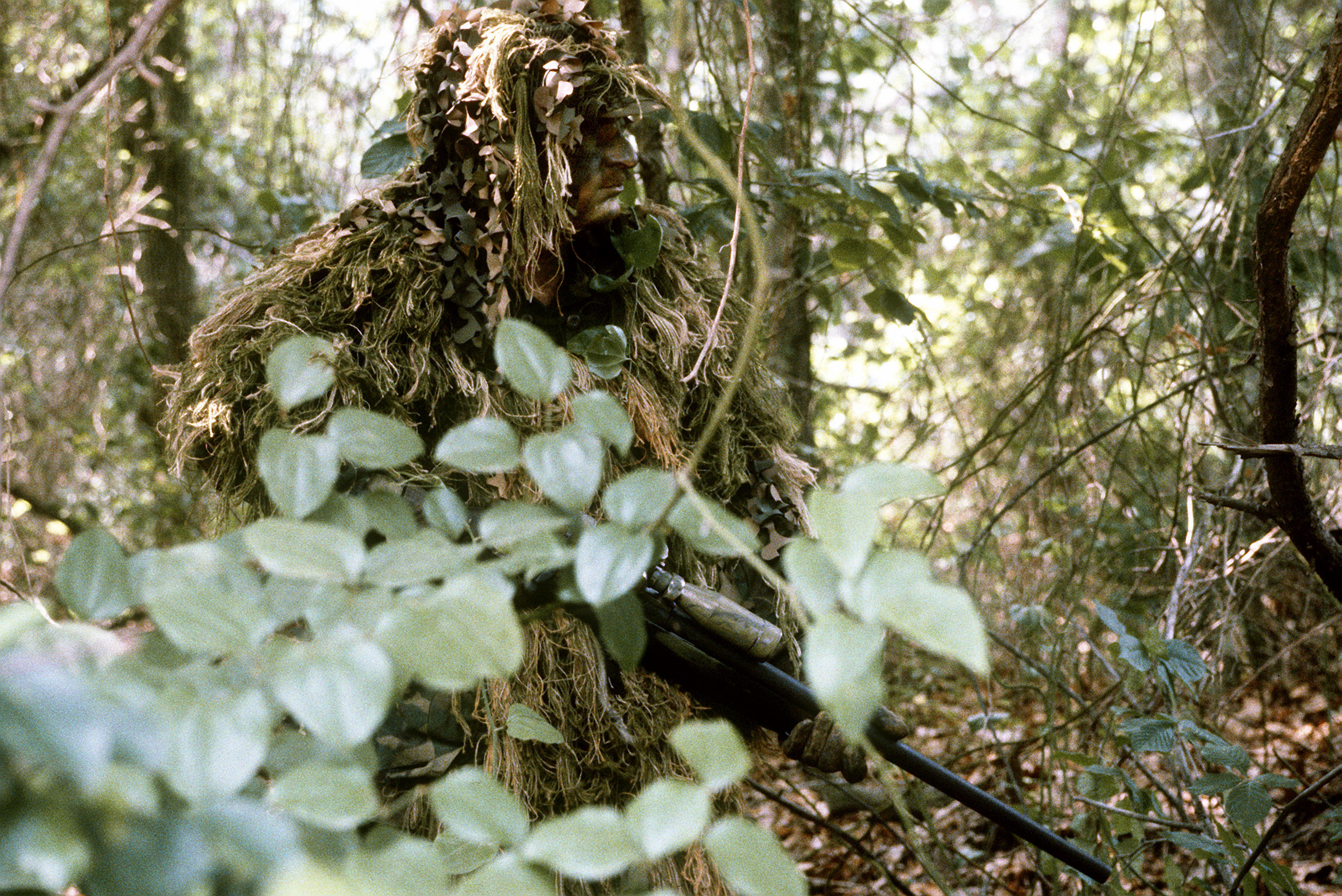
길리 슈트를 착용한 저격수

군사적 위장(Military camouflage)은 적군의 관측으로부터 인원과 장비를 보호하기 위해 군대가 카무플라주를 사용하는 것이다. 실제로 이는 관찰에서 숨기거나(암호화) 다른 것으로 보이도록(모방) 차량, 선박, 항공기, 총 위치 및 전투복을 포함한 모든 종류의 군사 장비에 색상과 재료를 적용하는 것을 의미한다. 위장의 프랑스어 속어인 camouflage는 제1차 세계대전 중에 시각적 기만이라는 개념이 현대 군사 전술의 필수적인 부분으로 발전하면서 영어로 널리 사용되었다. 전쟁에서는 장거리 포병과 공중 관측이 결합되어 사격 범위가 확대되었고, 표적이 될 위험을 줄이거나 기습을 가능하게 하기 위해 위장이 널리 사용되었다. 이처럼 위장은 정치적 정체성과 같은 문화적 기능 외에 군사적 기만 행위의 한 형태이다.
위장은 18세기 중반 소총부대에 의해 단순한 형태로 처음 실행되었다. 그들의 임무는 눈에 띄지 않아야 했고, 녹색과 나중에는 다른 단조로운 색상의 유니폼을 지급받았다. 사거리가 길고 정확도가 향상된 무기, 특히 연발소총의 출현으로 위장은 모든 군대의 군복에 채택되었으며, 선박과 항공기를 포함한 대부분의 군사 장비로 확산되었다.
장비와 위치를 위한 위장은 1915년 프랑스군에 의해 군사용으로 광범위하게 개발되었으며, 곧 다른 제1차 세계 대전 군대도 뒤따랐다. 두 차례의 세계 대전에서 예술가들은 위장 장교로 채용되었다. 선박 위장은 제1차 세계 대전 당시 눈에 띄는 눈부신 위장 방식을 통해 개발되었지만 레이더 개발 이후 선박 위장은 덜 주목을 받았다. 특히 제2차 세계 대전 당시 항공기는 종종 반대 음영처리를 받았다. 즉, 지상과 하늘에 대해 각각 위장하기 위해 위와 아래에 서로 다른 구성으로 칠해졌다. 위장의 일부 형태에는 다양한 거리의 윤곽선을 방해하도록 설계된 규모 불변 요소가 있다. 일반적으로 픽셀로 구성된 디지털 위장 패턴이다.
21세기에 시작된 더욱 발전된 센서의 확산은 가시광선뿐만 아니라 근적외선, 단파 적외선, 레이더, 자외선 및 열화상에 대한 가시성을 다루는 현대 다중 스펙트럼 위장의 개발로 이어졌다. 사브(SAAB)는 2005년부터 SOTACS(Special Operations Tactical Suit)로 알려진 다중 스펙트럼 개인 위장 시스템을 제공하기 시작했다.
군사 위장 패턴은 1915년 초부터 패션과 예술 분야에서 인기를 끌었다. 위장 패턴은 앤디 워홀(Andy Warhol), 이안 해밀턴 핀레이(Ian Hamilton Finlay)와 같은 예술가의 작품에 등장했으며 때로는 반전 메시지도 함께 등장했다. 패션계에서 많은 주요 디자이너들은 위장의 스타일과 상징성을 활용했으며 군복이나 그 모방품은 거리 복장과 정치적 항의의 상징으로 사용되었다.